# Parapsilocephala ambocerina
Parapsilocephala ambocerina är en tvåvingeart som beskrevs av Irwin 1995. Parapsilocephala ambocerina ingår i släktet Parapsilocephala och familjen stilettflugor. Inga underarter finns listade i Catalogue of Life.